# Gallirex
Gallirex – rodzaj ptaków z podrodziny turaków (Musophaginae) w rodzinie turakowatych (Musophagidae).

## Zasięg występowania
Rodzaj obejmuje gatunki występujące w Afryce.

## Morfologia
Długość ciała 42–46 cm; masa ciała 211–328 g.

## Systematyka

### Etymologia
- Gallirex: łac. gallus „kogut gospodarski, kogucik”; rex, regis „król”[4].
- Ruwenzorornis: Ruwenzori, Kongo Belgijskie/Uganda (tj. Ruwenzori, Demokratyczna Republika Konga/Uganda); gr. ορνις ornis, ορνιθος ornithos „ptak”[5]. Gatunek typowy: Gallirex johnstoni Sharpe, 1901.

### Podział systematyczny
Do rodzaju należą następujące gatunki:
- Gallirex porphyreolophus – turak rdzawy
- Gallirex johnstoni – turak tęczowy